# Paul Belzons
Pas d'image ? Cliquez ici

a Compétitions nationales et continentales officielles uniquement.

Dernière mise à jour le 24 mars 2022.
Paul Belzons, né le 10 septembre 1994 à Narbonne, est un joueur français de rugby à XV évoluant au poste de troisième ligne avec le RC Narbonne.
Il est le petit-fils de l'ancienne légende du RC Narbonne et ancien international français Gérard Sutra, d'André Belzons et le fils de Gilles Belzons.

## Carrière
Paul Belzons est issu du centre de formation du RC Narbonne.
Il fait ses débuts avec l'équipe professionnelle du RC Narbonne lors de la saison 2013-2014 de Pro D2.
En 2018, il s'engage avec Soyaux Angoulême XV Charente et reste en Pro D2. En avril 2021, il prolonge d'une saison avec Soyaux Angoulême.
En mai 2021, il rompt son contrat avec Soyaux Angoulême et fait son retour dans son club formateur, avec qui il s'engage jusqu'en 2024. 
À l'issue de la saison 2022-2023, Paul Belzons, alors devenu capitaine, prolonge son contrat de trois saisons avec le club du RC Narbonne. 

## Statistiques
| Saison              | Club                | Championnat | Championnat | Championnat |
| Saison              | Club                | Compétition | Matches     | Essais      |
| ------------------- | ------------------- | ----------- | ----------- | ----------- |
| 2013-2014           | RC Narbonne         | Pro D2      | 1           | 0           |
| 2014-2015           | RC Narbonne         | Pro D2      | 1           | 0           |
| 2015-2016           | RC Narbonne         | Pro D2      | 26          | 1           |
| 2016-2017           | RC Narbonne         | Pro D2      | 26          | 1           |
| 2017-2018           | RC Narbonne         | Pro D2      | 26          | 3           |
| Sous-total Narbonne | Sous-total Narbonne | Pro D2      | 80          | 5           |
| 2018-2019           | Soyaux Angoulême XV | Pro D2      | 6           | 1           |
| 2019-2020           | Soyaux Angoulême XV | Pro D2      | 21          | 4           |
| 2020-2021           | Soyaux Angoulême XV | Pro D2      | 28          | 6           |
| Sous-total SA XV    | Sous-total SA XV    | Pro D2      | 55          | 11          |
| 2021-2022           | RC Narbonne         | Pro D2      | 24          | 5           |
| 2022-2023           | RC Narbonne         | Nationale   | 21          | 1           |

## Palmarès
Néant.